# Jan Cvitkovič
Jan Cvitkovič, né en 1966 à Ljubljana) est un réalisateur et scénariste slovène.

## Filmographie

### Longs métrages
- 2001 : Pain et lait (Kruh in mleko)
- 2005 : Gravehopping (Odgrobadogroba), avec Mojca Fatur
- 2011 : Arheo
- 2015 : Siska Deluxe
- 2017 : Druzinica

### Courts métrages
- 2003 : Srce je kos mesa
- 2008 : Vem
- 2009 : To je zemlja, brat moj
- 2011 : Hundred Dogs
- 2015 : Ljubezen na strehi sveta
- 2016 : Ribolov
- 2018 : Versopolis

## Distinction
- Mostra de Venise 2001 : Prix Luigi De Laurentiis pour Pain et lait